# スカイライター
『スカイライター』（Skywriter）は、ジャクソン5が1973年に発表したスタジオ・アルバム。

## 解説
ジャクソン5と同じくモータウンの所属グループであるスプリームスの「タッチ」及び、フォー・トップスの「アイ・キャント・クイット・ユア・ラヴ」のカヴァーが収録された。「コーナー・オブ・ザ・スカイ」は、ミュージカル『PIPPIN』からの曲である。
アメリカのBillboard 200では44位に終わり、ジャクソン5のアルバムとしては初めてトップ40入りを逃す結果となった。『ビルボード』のR&Bアルバム・チャートでは15位に達した。本作からの先行シングル「コーナー・オブ・ザ・スカイ」はBillboard Hot 100で18位、R&Bシングル・チャートで9位に達し、シングル・カットされた「ハレルヤ・デイ」はHot 100で28位、R&Bチャートで10位に達した。その後「ザ・ブギー・マン」もシングル・カットされる予定があり、「Motown 1230」というカタログ番号も決定していたが、最終的には見送られた。
イギリスにおいては、本作は全英アルバムチャート入りを果たせなかったが、全英シングルチャートでは「ハレルヤ・デイ」が20位、「スカイライター」が25位に達した。
2001年には、アルバム『ゲット・イット・トゥゲザー』（1973年）の全8曲とボーナス・トラック3曲が追加された21曲入りのCD『Skywriter & Get It Together』がリリースされた。

## 収録曲
1. スカイライター - "Skywriter" (Mel Larson, Jerry Marcellino) - 3:11
2. ハレルヤ・デイ - "Hallelujah Day" (Freddie Perren, Christine Yarian) - 2:50
3. ザ・ブギー・マン - "The Boogie Man" (Deke Richards) - 2:58
4. タッチ - "Touch" (Pam Sawyer, Frank Wilson) - 3:01
5. コーナー・オブ・ザ・スカイ - "Corner of the Sky" (Stephen Schwartz) - 3:31
6. アイ・キャント・クイット・ユア・ラヴ - "I Can't Quit Your Love" (Leonard Caston, Kathy Wakefield) - 3:16
7. アッパーモスト - "Uppermost" (Clifton Davis) - 2:29
8. ワールド・オブ・サンシャイン - "World of Sunshine" (M. Larson, J. Marcellino) - 2:47
9. ウー、アイド・ラヴ・トゥ・ビー・ウィズ・ユー - "Ooh, I'd Love to Be with You" (Fonce Mizell, Larry Mizell) - 2:50
10. ユー・メイド・ミー・ホワット・アイ・アム - "You Made Me What I Am" (The Corporation) - 2:59